# Pożegnalny pocałunek
Pożegnalny pocałunek – brytyjski melodramat z 1999 roku.

## Główne role
- Valerie Edmond - Sarah
- Gerard Butler - Sam
- Valerie Gogan - Charlotte
- James Cosmo - Frank
- Carl Proctor - Barry
- Danny Nussbaum - Jude
- Dilys Miller - Mary
- Ron Guthrie - Robin
- Molly Maher - młoda Sarah

## Fabuła
Sarah Lawson jest porywczą kobietą, dla której kariera jest najważniejsza. Opuszcza Wielką Brytanię i swojego chłopaka Sama, z którym była mocno związana, by wyjechać do Ameryki. Mieszka w Nowym Jorku, na Manhattanie i jej życie ulega przyśpieszeniu. Siedem lat później lekarze wykrywają u niej nowotwór mózgu i informują ją, że zostało jej pół roku życia. Sarah opuszcza Nowy Jork i wraca do Scottish Borders, by tam spędzić swoje ostatnie dni. Na miejscu dowiaduje się, że jej ojciec ma problemy, a Sam ożenił się z inną kobietą.